# 量產型與地雷系

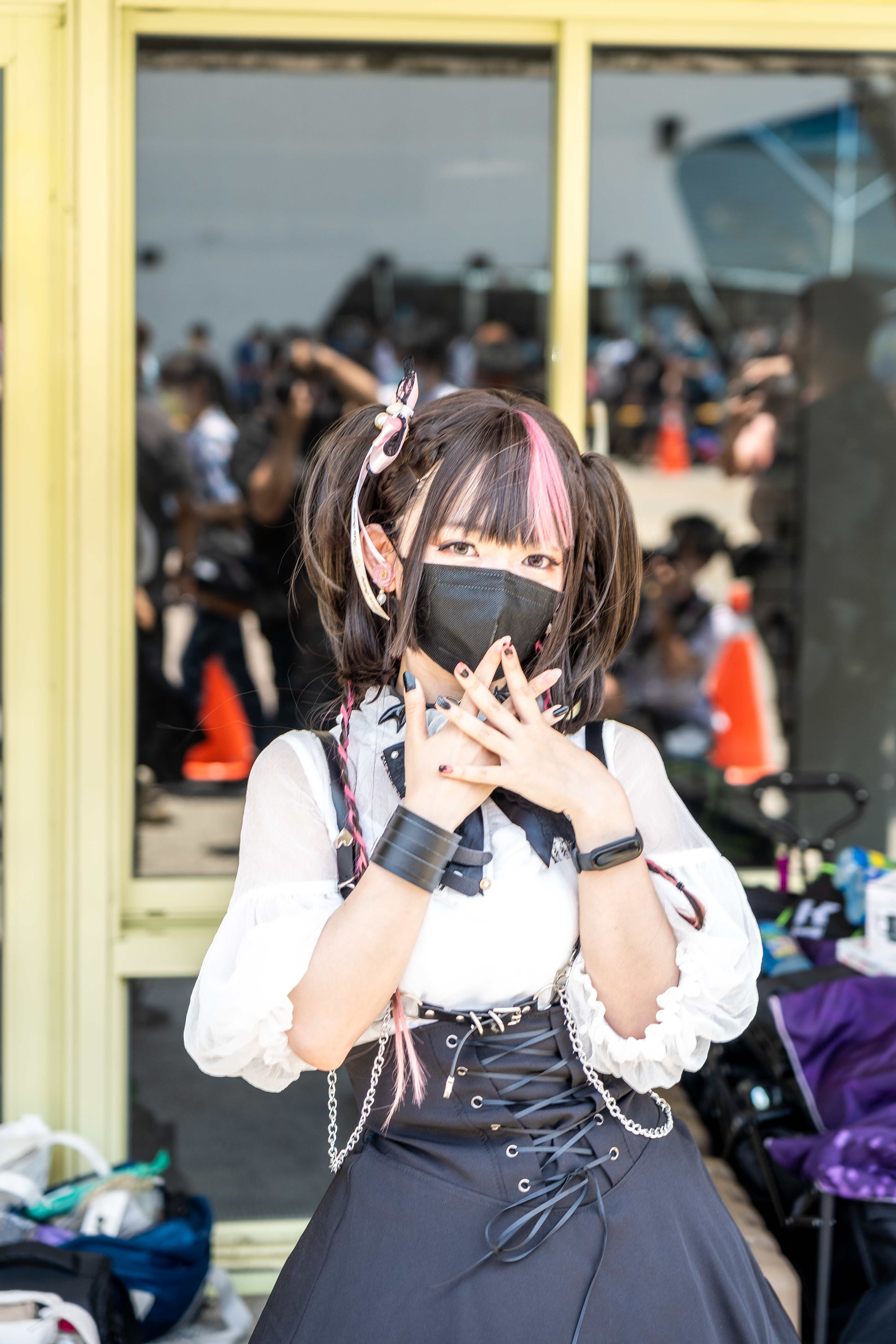
在FF39上穿著地雷系打扮的Cosplayer

量產型（日语： Ryōsangata）和地雷系（日语： Jiraikei）是2020年代以後開始在日本流行，並逐漸擴散至世界各地的年輕女性化妝與時尚風格。前者特指光彩鮮艷並帶少女風的妝容和衣著，但故意不突出個性的風格也使得如此打扮的女性看起來幾乎一式同樣，因而得名；後者則是「病態系」（病み系）的延伸版本，特徵為化妝時強調眼袋和下垂眼，服裝以黑色和粉色為基調，藉此給人一種楚楚可憐的感覺。其名稱由來自精神不穩定、對男友佔有慾極重的女性，與之交往仿彿就像面對易爆的地雷一樣。儘管兩者各自有不同的特徵、詞源與文化背景，但因為風格混合且共通點很多的關係而被平列看待。
喜好此類風格的女性被稱作「量產型女子」或「地雷系女子」，但大多時候皆省略女子一詞，而簡稱為「量產型」或「地雷系」。專門研究商圈文化的作家佐佐木吉娃娃便分析指Z世代女性的其中一個特徵是「喜歡為想法和時尚風格命名並分門別類」。

## 歷史

### 量產型和病態系的起源與變遷

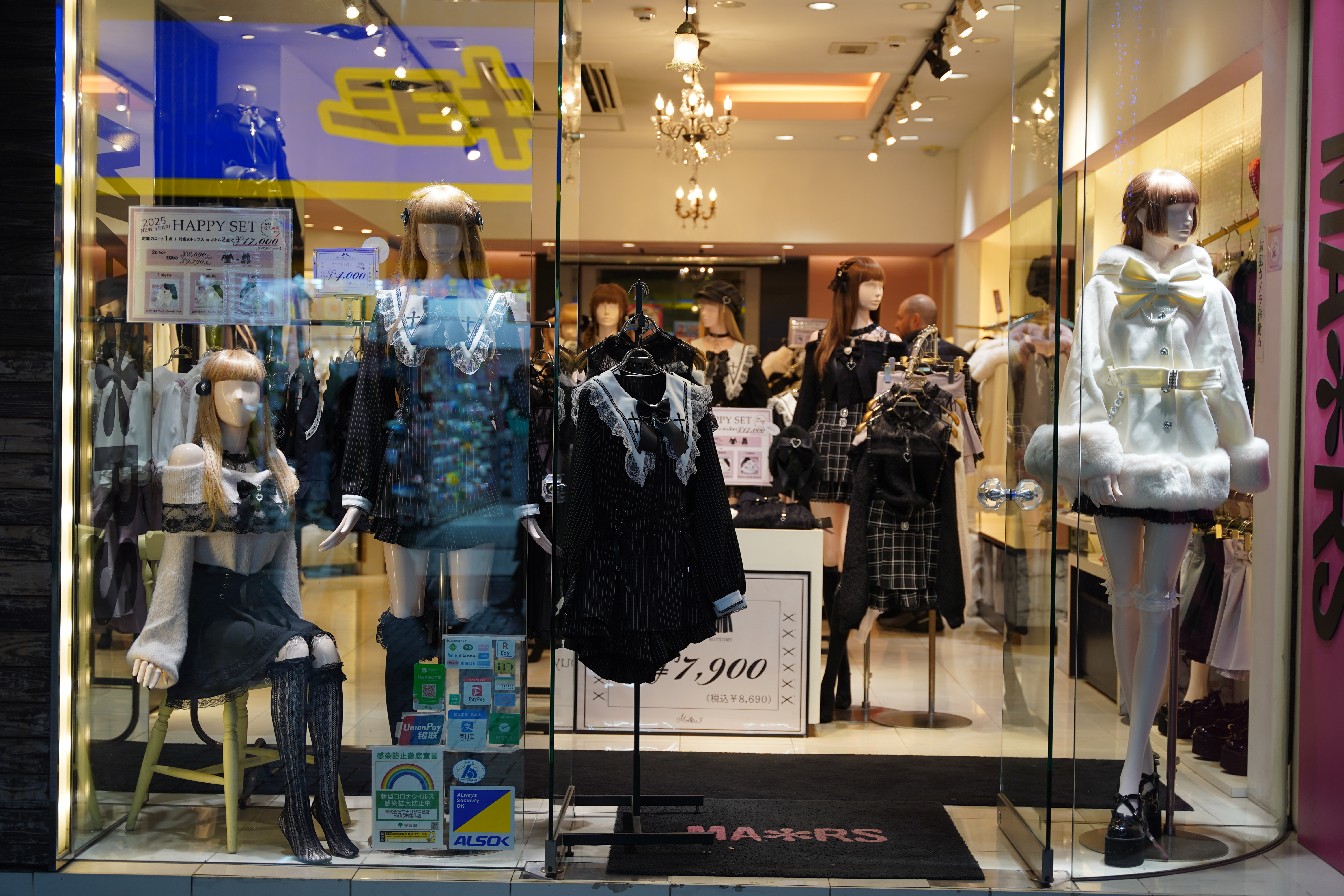
東京都新宿區一販賣地雷系服飾的商舖

「量產型」一詞最早在2010年代初出現，字面義為跟循時尚潮流穿上當時流行服裝的女性（尤指女大學生），但也導致她們看起來毫無個性、千篇一律。隨著傑尼斯和地下男偶像的女粉絲間盛行色彩鮮艷且帶絲帶與荷葉邊的穿著，以及過份強調女人味的妝扮，該術語亦開始狹義地指代這種具鮮明特徵的風格，因而又有「量產型御宅時尚」之稱。
「病態系」則在2014至15年間冒起，其藉著重黑眼圈、蒼白臉色，整體呈暗色調的妝容風格，來表現自己內心黑暗和有精神問題。佐佐木吉娃娃認為無論是量產型還是地雷系皆起源自病態系。另外，地雷妝後來也因為其頹廢的形象而在部分場合被稱作「病態妝」。

### 從「地雷女」風格至地雷系
「地雷系」和「地雷女」最初指的不是時尚或化妝風格，而是將精神有問題且感情表達上讓人感到過於窒息的女性形容成像地雷一樣的俚語。佐佐木稱「地雷系」是「病態系」的延伸，並結合哭泣妝、名牌服裝和三麗鷗的角色配飾三大要素，加強後者的病態感。
音樂作家藤谷千明指出地雷系與約2020年在偶像女團界流行的「病態可愛」息息相關。另一位音樂作家「冬將軍」（冬将軍）則表示儘管地雷系和視覺系女歌迷的時尚有著根本性差異，但地下偶像圈的存在對地雷女的流行卻至關重要，其中在2019年出道更是大大影響了前者。

### 2020年代的流行與Covid-19疫情的影響

在中國四川省成都市的一家地雷系服裝店

自2019年以來，量產型/地雷系的化妝影片或自拍照開始在YouTube和Instagram的美妝圈子內流行起來，而下述的「東橫小孩」和「系」等在新宿區歌舞伎町興起的熱潮也被認為推動了這兩個類型的發展，其中後者的眼妝風格「眼」為在淚袋處塗抹閃粉，以營造水汪汪、惹人憐愛的感覺。在2020年7月的富士電視台晨間新聞節目《鬧鐘電視》上，女子偶像團體NMB48出身的藝人與模特兒吉田朱里介紹了量產型/地雷系時尚，成為熱門話題。
在2019年5月開始連載的漫畫，之後被改編成電視劇的《明天，我會成為誰的女友》中的其中一個女主角高橋優愛為典型的地雷系女子，也愛流連牛郎店，從而引發眾多量產型/地雷系女子的關注和同情。媒介环境学家久保友香指出地雷妝之所以在2020年代開始流行，要歸功於Covid-19疫情引發的社會不安情緒。化上此妝的人在佩戴口罩成為每天日常後，認為透過地雷妝，她們便可單憑眼神展現出個性。藤谷千明也談到Covid-19大流行對量產型/地雷系的影響，他稱此類風格的影片熱潮或許迎合了觀眾「反正都出不了門了，不如化一些新的妝容吧」的需求。此外，少女漫畫《Ribon》的2022年11月號封面繪有兩位穿著地雷系打扮的連載漫畫女主角，分別為《初×婚》女主角倉下初，以及《青春特調蜂蜜檸檬蘇打》的石森羽花，隨即成為ACG圈界的熱門話題。網友大多表示該封面與以前的《Ribon》封面風格截然不同。

### 擴散至日本以外
南韓首爾弘益大學站周邊地區時常聚有一群穿著地雷系服飾的年輕女性，即「弘大地雷女」。她們大多離家出走，且與「東橫小孩」類似的是一樣衍生出賣淫等社會問題。中國內地的Z世代則越發對日本的地雷系文化產生興趣。日本創意行銷公司Panda Vision的社長佐野篤認為這可能是因為中國政府實施一孩政策，當地絕大多數年青人皆是獨生子女的關係，而普遍感到孤獨所致。臺灣街頭也開始出現許多地雷系打扮的女性，其中一位化名「米卡」的地雷系女子更藉此風格服飾結識到尊重自己興趣的朋友，從而減輕其憂鬱症症狀。
法國巴黎艾菲爾鐵塔周圍亦有一群穿著地雷系打扮，並自稱「艾菲爾橫」（エッフェルトー横）的年輕女性社群。但與上述提及的「東橫小孩」和「弘大地雷女」不同的是她們並未引起任何社會治安問題，而只是互相拍照和共舞。

## 形態特徵
量產型和地雷系的服飾特點在於帶有大量絲帶和荷葉邊，穿著靴子或厚底鞋，且主要來自「Ank Rouge」和「evelyn」等服飾品牌，同時配搭被兩者風格之愛好者視為吉祥物的美樂蒂、玉桂狗與酷洛米等三麗鷗角色周邊小物。在時裝大樓SHIBUYA 109內，部分店舖已將這兩種風格的商品混合販賣，而非作明確區分。妝容方面則以突出雙眼和眼袋為主。日本著名模特兒益若翼在其解釋地雷妝的影片中就指出現時流行的化妝風格都有量產系和地雷系的影子。

### 量產型
量產型的服飾風格以米色、白色、粉色和水色等明色調顏色為主調，整體強調女性美和少女感。妝容則用粉紅色眼影打亮眼袋，以淚水汪汪的樣子營造出想被人保護的氛圍。網路服飾品牌夢展望在其「量產/地雷配搭特集」中表示量產型的特點之一是「可以在自己喜歡的偶像面前表露出可愛」。佐佐木吉娃娃形容量產型女子為一群「想要被人覺得可愛，但卻因變得可愛而個性全無的人」。

### 地雷系
地雷系的服裝以全黑或粉黑雙色為重，搭配名牌配飾，以及猶其是酷洛米等三麗鷗角色配件，並且佩戴心形或十字架等暗黑系配件。同時以下垂眼和紅色系眼影等要素做出類似於哭臉的化妝效果。比起量產型，地雷系的妝容較為偏重黑暗風格。夢展望在上述特集中提及地雷系的特徵是「顯得自己看起來很可愛」。
三麗鷗在2022年推出以美樂蒂和酷洛米為主角的商品系列「真夜中的美樂蒂&酷洛米」（真夜中のメロクロ），箇中兩個角色的打扮風格令人聯想起地雷系時尚，被認為是地雷系的逆輸入成功。它後來因大受歡迎而被復刻兩次，三麗鷗也在2025年春季推出該系列的特別款。台灣的7-Eleven便利店則曾在2024年8—10月與三麗鷗聯手開展主打酷洛米的「KUROMI魔幻派對」精品集點活動，推出帶地雷系風格的鏈條包、拍拍燈和馬克杯等40款限定周邊商品。除此之外，粉色「管浪潘趣」口味的魔爪能量飲料也成為地雷系女子的共通物品之一。

### 與蘿莉塔的關係
插畫家兼漫畫家從色調和形態特徵的角度分析出量產型、地雷系與萝莉塔风尚之間的關係後，得出量產型為「融入了些許甜系蘿莉塔元素的休閒裝」，而地雷系則是「簡化版哥德蘿莉塔」的結論。時尚研究者菊田琢也就表示地雷系起源自人們對蘿莉塔風格打扮的動漫人物的模仿。
雖然風格相似，但地雷系和哥德蘿莉塔的源頭與所穿品牌皆有所區別。「冬將軍」則指出地雷系和哥德蘿莉塔的差異在於後者極力避免露出肌膚。

## 文化與行為方式

### 東橫小孩
從2010年開始，日本社交媒體興起一群統稱「東橫小孩」的自拍群體，她們大多以地雷系的打扮風格見人，在線下聚集在俗稱「東橫」的新宿東寶大廈周邊地區。佐佐木吉娃娃指出聚集在東橫的年青人無論是男還是女，臉上都畫有濃重的眼線，並且喜歡穿著「男版地雷系」的服裝。東橫自2021年以來因為「東橫小孩」的關係賣淫、打鬥和誘拐未成年等案件頻發，引發媒體關注。

### 系
自繪文字「🥺」在2018年獲納入Unicode和表情符號鍵盤內後，在日語表示哭泣的擬態詞「 Pien」便在日本年輕人間廣為流傳，成為他們表達自身情緒的方式之一，之後更不分男女地普及至各大年齡階層。該詞在Mynavi Teen公佈的「2019年度青少年潮流排行榜」以及AMF的「JC、JK流行語大賞2019（詞語部門）」中名列首位，而從TWIN PLANET的「2019年辣妹流行語大賞」獲得亞軍中也能看出它在辣妹界中有一定知名度。佐佐木分析指一詞逐漸演變成指代「Menhara系女子」（精神不穩定的女孩子）的行動模式，若某人的妝服特徵符合量產型和地雷系的定義，言行也較為的話，那他/她就屬於「系」。
化地雷系的妝，說「我推是最強的！」，用吸管啜飲在歌舞伎町買的Strong Zero，乃系女子是也。——佐佐木吉娃娃
時尚雜誌《LARME》2020年秋季號（046）刊登了一篇題為「量產&地雷in新宿歌舞伎町」的9頁特集，探討歌舞伎町、牛郎狂的形象與量產型/地雷系裝扮風格之間的關係，與之相關的則是總合時尚、言詞和行為模式於一身的刻板印象。此外上述提到的《明天，我會成為誰的女友》中的高橋優愛在談吐時總愛來去地兜兜轉轉。她其後更成為《LARME》2021年夏季號（049）「《明天，我會成為誰的女友》的美與時尚」部分的說明對象，亦被認為助長了「系」一詞的確立。

## 關聯作品
漫畫
- 《明天，我會成為誰的女友》第4章〈Knockin'on Heaven's Door〉（Cycomi連載）
- 《人形机器人会做地雷系的梦。》（《月刊Comic Flapper（日语：コミックフラッパー）》連載，2023年—）

遊戲
- 《可愛女友的獲取方法》（2021年）
- 《主播女孩重度依赖》（2022年）

輕小說
- 《VENOM求愛性少女症候群》（2021年—）
- 《當地雷女換上愛妻圍裙》（2022年—）